# Canadá nos Jogos Olímpicos de Inverno de 1984
O Canadá mandou 67 competidores que disputaram dez modalidades nos Jogos Olímpicos de Inverno de 1984, em Sarajevo, na Iugoslávia. A delegação conquistou 4 medalhas no total, sendo duas de ouro, uma de prata e uma de bronze.